# دهستان دشمن‌زیاری (ممسنی)
دهستان دشمن‌زیاری یکی از دهستان‌های بخش دشمن‌زیاری شهرستان ممسنی در استان فارس ایران است. براساس سرشماری مرکز آمار ایران در سال ۱۳۹۵، جمعیت آن ۴۵۴۲نفر (۱۴۳۱ خانوار) بوده‌است.